# حزب أحرار الأردن
حزب أحرار الأردن حزب سياسي أردني تأسس بتاريخ 31 آذار 2016. وهو بقيادة سمير الزعبي (الأمين العام للحزب). يُصنف الحزب بأنه حزب وسطي قريب من الحكومة. شارك الحزب بالانتخابات البلدية والنيابية (البرلمانية) في الأردن، لم يفز بأي منه ا.